# Photovoltaikanlage Batagai
Die Photovoltaikanlage Batagai (russisch Солнечная электростанция Батагай oder СЭС Батагай, Solnetschnaja elektrostanzija Batagai oder SES Batagai) ist ein Solarpark etwa 1 km nördlich der Siedlung Batagai in der Republik Sacha. Es ist das größte Solarkraftwerk nördlich des Polarkreises, sowie das nördlichste Solarkraftwerk.

## Beschreibung
Die einzige Möglichkeit, für den abgelegenen Ort elektrischen Strom zu erzeugen, lieferte bislang ein Dieselgenerator, da Batagai über keine Verbindung zum Stromnetz verfügt. Die Stromversorgung auf diesem Weg war störanfällig und immer auf einen ausreichend großen Dieselvorrat angewiesen. Nun arbeiten der Solarpark und der Dieselgenerator nebeneinander. Die Nutzung der Sonnenenergie spart im Jahr bis zu 300 t Dieseltreibstoff und entsprechende Emissionen ein.
Auf einer Fläche von 3,8 ha sind 3360 Solarmodule des chinesischen Herstellers Suntech Power jeweils mit einer Leistung unter Standardtestbedingungen von 300 Watt installiert. Außerdem kamen beim Bau der Anlage auch Ausrüstung aus Deutschland und Russland zur Anwendung. Die Gleichspannung aus den Solarmodulen wird mittels 40 Wechselrichtern der Firma SMA in Wechselspannung umgewandelt. Die installierte Leistung der ersten Ausbaustufe beträgt 1 MW und wurde am 23. Juni 2015 eröffnet. Es bestehen Pläne, die Anlage auf eine Leistung von bis zu 4 MW auszubauen.
Der Bau des Solarparks wurde von der staatlichen Firma „Energy Systems of the East“ (eine Tochterfirma der RusHydro) in Auftrag gegeben. Den Zuschlag erhielt 2014 im Rahmen einer Ausschreibung die Firma Helios Strategia für 185 Mio. Rubel. 2016 unterschrieb die russische Firma Sachaenergo einen Pachtvertrag für die Anlage über 11 Jahre für knapp 189 Mio. Rubel.